# دجو مانی
دجو مانی (به لاتین: Djomani-Mchenazi) یک منطقهٔ مسکونی در اتحاد قمر است که در گرند کومور واقع شده‌است. دجو مانی ۱٬۹۹۵ نفر جمعیت دارد.